# Natürliche Schiefe
Die natürliche Schiefe beim Hauspferd entspricht der Links- oder Rechtshändigkeit beim Menschen. Die natürliche Schiefe eines Pferdes ist von Geburt an vorhanden. Es gibt bisher keine abschließenden wissenschaftlichen Erkenntnisse darüber, wodurch die natürliche Schiefe beim Pferd ausgelöst wird. 
Die natürliche Schiefe bedeutet für den Reiter, dass er sein Pferd gymnastizieren muss – damit es einen Reiter so tragen kann, ohne dass es gesundheitliche Probleme bekommt. Zum Vergleich: Ein Mensch, der jeden Tag schwere Einkaufstüten nur mit der rechten Hand trägt, wird im Laufe der Jahre Muskel- und Gelenkprobleme bekommen. Ähnlich verhält es sich beim Pferd, das beim Tragen des Reiters mehrheitlich nur seine rechte oder linke Seite einsetzt.
Verschiedene Dressurlektionen befähigen das Pferd, seine beiden Körperhälften geschmeidiger einzusetzen. Diese Gymnastizierung ist wichtig und sollte durch den Reiter täglich beachtet werden. Ein Ziel des Reiters ist es, sein Pferd geradezurichten. Das Geraderichten ist Teil der Skala der Ausbildung für Pferde. Ein geradegerichtetes Pferd ist beidseitig so gut gymnastiziert, dass die Händigkeit nicht mehr stark auffällig ist.